# Discografia de Mayhem
Discografia da banda de black metal Mayhem, formada em 1984 em Oslo, Noruega. 

## Álbuns de estúdio
| Ano  | Detalhes                                                                                                   | Melhor posição nas paradas | Melhor posição nas paradas | Melhor posição nas paradas | Melhor posição nas paradas | Vendas        |
| Ano  | Detalhes                                                                                                   | NOR                        | SUÉ                        | FIN                        | EUA Heat.                  | Vendas        |
| ---- | --- | -------------------------- | -------------------------- | -------------------------- | -------------------------- | ------------- |
| 1994 | De Mysteriis Dom Sathanas - Lançamento: 24 de maio de 1994 - Gravadora: Deathlike Silence, Century Black   | —                          | —                          | —                          | —                          |               |
| 2000 | Grand Declaration of War - Lançamento: 27 de março de 2000 - Gravadora: Season of Mist, Necropolis Records | —                          | —                          | —                          | —                          |               |
| 2004 | Chimera - Lançamento: 17 de janeiro de 2004 - Gravadora: Season of Mist                                    | 28                         | —                          | —                          | —                          |               |
| 2007 | Ordo Ad Chao - Lançamento: 16 de abril de 2007 - Gravadora: Season of Mist                                 | 12                         | 57                         | —                          | —                          |               |
| 2014 | Esoteric Warfare - Lançamento: 6 de junho de 2014 - Gravadora: Season of Mist                              | —                          | —                          | 32                         | 14                         | - EUA: 1,900+ |

## Álbuns ao vivo
| Ano  | Título                   | Detalhes                                                                   |
| ---- | ------------------------ | -------------------------------------------------------------------------- |
| 1993 | Live in Leipzig          | - Lançamento: 1993 - Gravadora: Obscure Plasma Records, Avantgarde Records |
| 1995 | Dawn of the Black Hearts | - Lançamento: 1995 - Gravadora: Warmaster Records                          |
| 1999 | Mediolanum Capta Est     | - Lançamento: 7 de dezembro de 1999 - Gravadora: Avant Garde               |
| 2001 | Live In Marseille        | - Lançamento: 16 de junho de 2001 - Gravadora: Black Metal Records         |

## EPs
| Ano  | Título            | Detalhes |
| ---- | ----------------- | --- |
| 1987 | Deathcrush        | - Lançamento: 16 de agosto de 1987 - Gravadora: Posercorpse (1000 cópias), Deathlike Silence (reedição de 1993) |
| 1997 | Wolf's Lair Abyss | - Lançamento: 12 de novembro de 1997 - Gravadora: Misanthropy Records                                           |

## Demos e singles
| Ano  | Título                  | Notas |
| ---- | ----------------------- | --- |
| 1986 | Pure Fucking Armageddon | Gravado instrumentalmente. Euronymous e Necrobutcher gravaram as vozes durante os ensaios                     |
| 1987 | Deathrehearsal          | Gravado entre 17 e 18 de janeiro de 1987. É o primeiro lançamento do Mayhem com Maniac como vocalista oficial |
| 1995 | Out from the Dark       | Gravado no início de 1991                                                                                     |
| 1996 | Freezing Moon/Carnage   | Gravado em 1990                                                                                               |
| 1997 | Ancient Skin/Necrolust  | |
| 2009 | Life Eternal            | Versões Demo de canções do De Mysteriis Dom Sathanas                                                          |
| 2014 | Psywar                  | |

## Coletâneas
| Ano  | Título                          | Notas                                                  |
| ---- | ------------------------------- | ------------------------------------------------------ |
| 2001 | European Legions e U.S. Legions | Músicas ao vivo e outtakes do Grand Declaration of War |
| 2002 | The Studio Experience           | Contém todos os álbuns prévios                         |
| 2003 | Legions of War                  | Contém Grand Declaration of War e European Legions     |

## Videografia
| Ano  | Título                      | Notas                                                                                          |
| ---- | --------------------------- | ---------------------------------------------------------------------------------------------- |
| 1988 | Rehearsal 1988              | É a única gravação do Mayhem na qual os rostos de Dead e Euronymous estão claramente visíveis. |
| 1998 | Live In Bischofswerda       | Gravado em junho de 1997. É o primeiro concerto desde Leipzig em novembro de 1990.             |
| 2001 | Live In Marseille 2000      |                                                                                                |
| 2002 | Mayhem - Cult of Aggression | Norwegian/Swedish documentary by Stefan Rydehed                                                |
| 2008 | Pure Fucking Mayhem         | Documentátios inglês de Stefan Rydehed                                                         |

## Páginas externas
- Site oficial do Mayhem